# Amara plebeja
Amara (Zezea) plebeja – gatunek chrząszcza z rodziny biegaczowatych, podrodziny Pterostichinae i pleminia Zabrini.

## Taksonomia
Gatunek został opisany w 1810 roku przez Leonarda Gyllenhaala jako Harpalus plebejus.

## Opis
Ciało długości od 6,3 do 7,8 mm, czarne o stronie grzbietowej z miedzianym, czasem zielonawym lub niebieskawym połyskiem. Człony czułków od 1 do 3 oraz nasada 4 rude. Przedplecze o brzegach skośnie ku tyłowi wgniecionych. Przednie jego kąty wystające, a tylna krawędź silnie zakrzywiona ku bokom. Pokrywy z punktem u nasady skróconego rzędu przytarczkowego. Golenie żółtawo-rude. Kolec końcowy goleni przednich odnóży rozdzielony na trzy. Odwłok widziany od spodu o segmentach gładkich.

## Biologia i ekologia
Gatunek pospolity. Występuje na terenach słabo zacienionych. Preferuje gleby piaszczysto-gliniaste.

## Występowanie
Gatunek panpalearktyczny. W Europie wykazany z Austrii, Belgii, Bośni i Hercegowiny, Bułgarii, Białorusi, Czech, Chorwacji, Danii, Estonii, Finlandii, Francji, Grecji, Hiszpanii, Holandii, Irlandii, byłej Jugosławii, Łotwy, Liechtensteinu, Litwy, Luksemburgu, Mołdawii, Niemiec, Norwegii, obwodu królewieckiego, Polski, europejskiej Rosji, Rumunii, Słowacji, Słowenii, Szwecji, Szwajcarii, Ukrainy, Węgier, Wielkiej Brytanii i Włoch. Ponadto znany z Turcji, Kazachstanu, południowej Syberii, Japonii, Mongolii i północnych Chin (Heilongjiang).